# Josef Hernhut
Josef Hernhut, ps. Josifon (ur. 26 listopada 1911 w Lublinie, zm. 1943 w Krzemieńcu) – żydowski poeta, dziennikarz, publicysta i działacz społeczny, tworzył w języku jidysz.

## Życiorys
Syn krawca Izaaka Hersza Hernhuta i Rywki z d. Szporn. Do 10 roku życia uczęszczał do chederu, następnie pobierał nauki w Żydowskiej Szkole Ludowej im. I.L. Pereca w Lublinie. W 1930 roku przez krótki czas był uczniem Żydowskiego Gimnazjum Realnego w Wilnie, ze względu na problemy zdrowotne przerwał jednak naukę i powrócił do Lublina. 
W młodości był działaczem Socjalistiszer Kinder-Farband, a następnie Cukunftu. Zaangażował się w działalność Bundu i Kultur-Ligi, w ramach tej działalności był organizatorem kursów dokształcających oraz wydzarzeń oświatowych i kulturalnych. Od 1928 roku współpracował z gazetą „Lubliner Sztyme”, publikując m.in. wiersze, artykuły i felietony. W latach 1931–1939 pracował jako sekretarz w lubelskiej Bibliotece im. Włodzimierza Medema.
Pod koniec lat 30. XX wieku ożenił się z Fajgą Zajdenwerg. Miał dwóch synów: Jankiela (ur. 1939) i Szolema (ur. 1940).
Po wybuchu II wojny światowej przedostał się na zachodnią Ukrainę. Przebywał w Łucku, a następnie w Oździutyczach oraz we Włodzimierzu Wołyńskim. Pracował jako nauczyciel w szkole żydowskiej. Po ataku III Rzeszy na Związek Radziecki przebywał w Krzemieńcu, gdzie w 1943 roku został zamordowany wraz z całą swoją rodziną.

## Twórczość
W 1928 roku na łamach „Lubliner Sztyme” debiutował jako poeta, drukując wiersze o tematyce lewicowej. Przebywając w Wilnie współpracował z tamtejszą prasą żydowską, następnie także z gazetami „Jungt Weker”, „Klejne Folkscajtung” i „Jidisz far Ale”. Na łamach ostatniej gazety opublikował dwa artykuły językoznawcze. Współpracował również z JIWO, m.in. w 1939 roku przesłał do sekcji folklorystycznej artykuł Megiles Ester off jidisz, który nie został jednak nigdy opublikowany. 
W 1929 roku we współpracy z Lejbem Rozentalem wydał tomik wierszy Zalbecwejt. W 1933 roku wydał zbiór In undzere teg, w którym znalazły się ilustracje Rywki Berger, w 1936 roku publikacja została jednak skonfiskowana przez policję. W 1939 roku opublikował utwory dla dzieci Cwaj folks-majses. 
Publikował również felietony, reportaże i artykuły historyczne. Był autorem szkiców historycznych dotyczących historii Żydów lubelskich oraz artykułów na temat obecności Lublina w żydowskiej literaturze.